# 張和 (成化進士)
張和（1425年—？），字宗禮，直隸淮安府山陽縣人，民籍。明朝政治人物。

## 生平
順天府鄉試第七名。成化五年（1469年）乙丑科進士，由工部改礼部行人，卒於任內。

## 家族
曾祖張得中，元代知縣。祖父張仲理。父張鵬輝。